# ديتير هيكينغ
ديتير هيكينغ (Dieter Hecking) (مواليد 12 سبتمبر 1964)، هو لاعب كرة قدم كان يلعب كلاعب وسط وهو مدرب لنادي بوروسيا مونشنغلادباخ الآن

## وصلات خارجية
- ديتير هيكينغ على موقع قاعدة بيانات كرة القدم.إي يو (الإنجليزية)
- ديتير هيكينغ على موقع بيانات كرة القدم. دي إي (الألمانية)
- ديتير هيكينغ على موقع Soccerway.com (الإنجليزية)
- ديتير هيكينغ على موقع عالم كرة القدم.نت (الإنجليزية)